# Pseudanarta dupla
Pseudanarta dupla är en fjärilsart som beskrevs av Smith 1908. Pseudanarta dupla ingår i släktet Pseudanarta och familjen nattflyn. Inga underarter finns listade i Catalogue of Life.